# Bentley Syler
Bentley Syler Bellot (Santa Cruz de la Sierra, 1985) es un artista marcial y médico boliviano. A temprana edad comenzó con lo que le gusta a él, las Artes marciales mixtas.

## Trayectoria
Bentley comenzó en el mundo de las artes marciales cuando tenía 8 años, al pasar los años éstas le fueron apasionando, como afirma en la siguiente cita:

"Me gustan las disciplinas extremas en la que exigen potencia física, mental, fuerza y estrategia que se emplean para superar al rival o al enemigo".

Sus inicios se dieron en kick boxing, y posteriormente, full contact. Completó sus conocimientos con lucha, jiu jitsu, muay thai, boxeo y vale todo (entre otras). Sus primeros entrenadores fueron Marcelo Salas, Franz Aguilera y Antonio Salas.
Las primeras competiciones las realizó a nivel departamental y nacional, consiguiendo varios títulos en ambas categorías.
En el año 2008 viaja a Curitiba, Brasil, donde compitió en el Chute Box (escuela especializada en vale todo) para mejorar sus conocimientos y su técnica.
Tras regresar de Brasil, funda (junto a otros amantes de las artes marciales) el Club Elite Fight, en Santa Cruz de la Sierra, que reúne a más de 40 deportistas.
En cuanto a su alimentación, el afirma lo siguiente:

"No me privo de nada, como de todo, sólo que varío las calorías y proteínas correctamente".

También señaló que entrena de forma diaria (aproximadamente entre dos y tres horas y media).
En su país natal, no ha competido exclusivamente en el Torneo Nacional de Vale Todo, también ha formado parte de la Selección Cruceña de Lucha. De hecho, Samuel Vivancos Vargas, cuando coincidió con Bentley (ya que fue director técnico de la selección cruceña y nacional de lucha), dijo lo siguiente:

"En este momento es uno de los mejores representantes que tenemos,es un peleador completo”, aseveró Samuel Vivancos, director técnico de las selecciones cruceña y nacional de lucha, disciplina en la que compite Syler".

Bentley, junto a su hermano, viajó a los Estados Unidos, ya que en este país las artes marciales mixtas llevan más años de organización y competición. Su sueño es alcanzar las competiciones profesionales, como la World Extreme Fighting (WEF) o la Ultimate Fighting Championship (UFC). En este país ha conseguido su mayor logro semiprofesional al competir, en la Rise of a Warrior 7 (Ascenso del Guerrero, séptima versión), por el título de peso gallo que es organizado por la IFG (Infuse Fight Gear). Luchó contra el puertorriqueño Mike Simmons (que poseía un récord invicto de 5 peleas).
Es importante destacar que antes de competir, por el título de Bantamweight (62kg), alcanzó un rédord de 4 peleas invictas (4-0), una por knock out, una por sumisión y dos por decisión unánime del jurado. Actualmente (y tras vencer a Mike Simmons) su récord es de 5-0 en la IFG.
Dijo en el Diario El Deber (periódico boliviano) lo siguiente:

"Peleo para mostrar al mundo que Bolivia existe y que se puede lograr lo que uno desea si se pone todo el corazón".

A pesar de vivir en los Estados Unidos, también viaja a Bolivia, donde suele competir hasta que vuelve a retornar al país del norte. Actualmente trabaja en una tienda de mascotas exóticas y entrena (formando parte) del American Top Team, en Coconut Creek, Florida, junto a profesionales del MMA, como el local Mike Brown, los brasileños Thiago "Pitbull" Alves, Gleison Tibau y Thiago Silva.
Su estilo de lucha se caracteriza por estar de pie, da fuertes patadas, pero si se ve obligado a estar en el suelo sabe golpear muy bien.
Es médico de profesión, estudió en el colegio Franco Boliviano y en la Universidad Cristiana de Bolivia (Ucebol). Además, aparte de estudiar, su hermano (Kevin Syler Bellot) también se dedica a las artes marciales mixtas.

## Campeonatos y logros
- Infuse Fight Gear
  - Campeón Peso Gallo de IFG (una vez)

## Videos
- Bentley Syler vs Jaime Cabrera, en Santa Cruz, 2009.
- Blog de Bentley Syler 12/03/2011.
- Blog de Bentley Syler 12/04/2011.
- Intro del combate Simmons vs Syler.
- Resumen de la pelea contra Simmons.
- Parte 12 (de 13) del combate ganado por Bentley, en el peso gallo.
- Entrevista a Bentley Syler (en inglés) tras el combate de peso gallo.
- Canal oficial de la Infuse Fight Gear (IFG).

- Datos: Q5726239